# Atletica leggera ai XVIII Giochi del Mediterraneo - 800 metri piani maschili
La specialità degli 800 metri piani maschili ai XVIII Giochi del Mediterraneo si è sovolta il 28 e il 30 giugno 2018 presso l'Estadio de Atletismo de Campclar di Tarragona.
La competizione è stata vinta dallo spagnolo Álvaro de Arriba, che ha preceduto il marocchino Mostafa Smaili ed il bosniaco Abedin Mujezinović.

## Calendario
| Data      | Ora | Turno      |
| --------- | --- | ---------- |
| 28 giugno |     | Semifinali |
| 30 giugno |     | Finale     |

## Risultati

### Semifinali
I primi 3 classificati di ogni batteria (Q) e i 2 migliori tempi (q) si qualificano alla finale.
| Pos. | Batteria | Nome               | Nazionalità          | Tempo   | Note     |
| ---- | -------- | ------------------ | -------------------- | ------- | -------- |
| 1    | 1        | Álvaro de Arriba   | Spagna               | 1:47.30 | Q        |
| 2    | 1        | Yassine Hethat     | Algeria              | 1:47.55 | Q        |
| 3    | 1        | Riadh Chninni      | Tunisia              | 1:47.71 | Q        |
| 4    | 1        | Abedin Mujezinović | Bosnia ed Erzegovina | 1:48.12 | q        |
| 5    | 1        | Giordano Benedetti | Italia               | 1:48.21 | q        |
| 6    | 2        | Mostafa Smaili     | Marocco              | 1:49.48 | Q        |
| 7    | 2        | Mohamed Belbachir  | Algeria              | 1:49.51 | Q        |
| 8    | 2        | Daniel Andújar     | Spagna               | 1:49.55 | Q        |
| 9    | 2        | Abdessalem Ayouni  | Tunisia              | 1:49.63 |          |
| 10   | 2        | Gabriel Tual       | Francia              | 1:49.89 |          |
| 11   | 2        | Christos Dimitriou | Cipro                | 1:50.79 |          |
| 12   | 2        | Hamada Mohamed     | Egitto               | 1:50.86 |          |
| 13   | 2        | Musa Hajdari       | Kosovo               | 1:51.26 |          |
| 14   | 1        | Christos Kotitsas  | Grecia               | 1:52.22 |          |
| 15   | 1        | Žan Rudolf         | Slovenia             | 1:52.79 |          |
| 16   | 1        | Benjamin Robert    | Francia              | 1:54.36 |          |
| 17   | 1        | Astrit Kryeziu     | Kosovo               | 1:55.41 |          |
| dq   | 2        | Levent Ateş        | Turchia              | dq      | R142.4.c |

## Finale
| Pos.    | Nome               | Nazionalità          | Tempo   | Note |
| ------- | ------------------ | -------------------- | ------- | ---- |
| Oro     | Álvaro de Arriba   | Spagna               | 1:47.43 |      |
| Argento | Mostafa Smaili     | Marocco              | 1:47.56 |      |
| Bronzo  | Abedin Mujezinović | Bosnia ed Erzegovina | 1:48.07 |      |
| 4       | Yassine Hethat     | Algeria              | 1:48.21 |      |
| 5       | Daniel Andújar     | Spagna               | 1:48.72 |      |
| 6       | Mohamed Belbachir  | Algeria              | 1:49.41 |      |
| 7       | Giordano Benedetti | Italia               | 1:50.38 |      |
| 8       | Riadh Chninni      | Tunisia              | 1:50.51 |      |